# Ayyyna Sobakina
Ayyyna Anatolevna Sobakina (Russisch: Айыына Анатольевна Собакина, voornaam ook getranslitereerd als Ajyyna; Tsjoeraptsja, 1 augustus 1994) is een Russisch dammer. Sobakina won de zilveren medaille op de Europese kampioenschappen Rapid 2012 voor vrouwen in Tallinn, en de bronzen medaille tijdens het EK voor mannen en vrouwen op 16–22 september 2012 in Emmen. Verder won zij het EK Blitz Studenten/U26 2011 voor vrouwen in Vilnius.